# Tommaso Berni
Tommaso Berni (6 de marzo de 1983; Florencia, Italia) es un exfutbolista italiano que se desempeñó portero. 
Es conocido por su paso por el Inter de Milán (2014-2020) donde fue expulsado 2 veces sin haber jugado ni un solo minuto.